# 笠峠
笠峠（かさとうげ）は、京都府京都市北区と同市右京区を隔てる峠である。

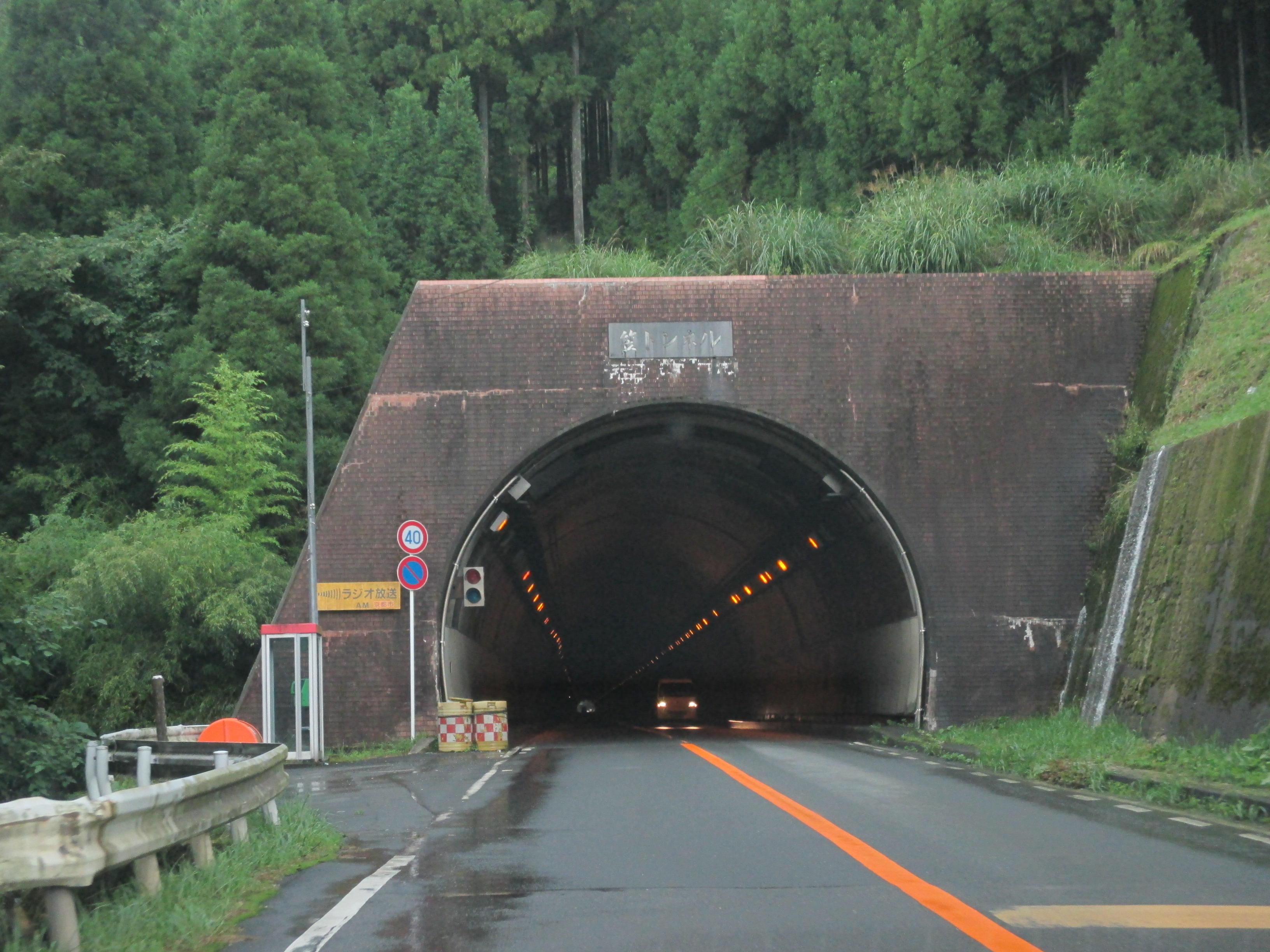
笠トンネル東側坑口

## 概要
標高447mの国道162号の旧道上に位置する峠である。平成の大合併により京都市と京北町が合併するまでは、両市町を隔てる峠としてその名が知られていた。周山街道の峠であるが、現在の周山街道である国道162号は笠トンネル（後述）が峠の直下を貫いている。旧道は2009年現在、ゲートによって固く閉ざされており廃道となっているため、道路地図ではトンネルが峠として記載されているものが多い。

## 道路状況
旧道は舗装されており、峠地蔵付近まで車両で走行することが可能だが私道であることもあり、京都市側から登ると峠付近に設けられたゲートによって封鎖されている。また、京北側では現国道からの分岐直後にゲートが設けられており通過は不可能である。

### 笠トンネル
峠の直下を貫くトンネルである。1973年3月に開通し、延長1,199m、幅員8m、上下各1車線で、国道162号のトンネルの中では京北トンネル、旗護山トンネル（国道27号と重複）、中川トンネル、福井県境の堀越トンネルに次ぐ5番目の長さとなっている。
トンネル前後の道路はかつて40km/hの速度規制がされていたが、平成28年度府民公募型整備事業の審査により笠トンネル東詰から北側は50km/h規制に変更された。

## 位置情報
- 所在地：京都府京都市北区小野上ノ町 - 右京区京北細野町

- 北緯35度06分58秒 東経135度39分35.6秒 / 北緯35.11611度 東経135.659889度
- 周山(京都及大阪) - 地理院地図
- 笠峠 - Google マップ

## 隣接する峠
- 御経坂峠（京都市右京区）
- 栗尾峠（京都市右京区）